# Animanijaci
Animanijaci (eng. Animaniacs) američka je animirana televizijska serija koju je 1993. godine kreirao Tom Ruegger za dječji program Fox Kids na Fox Broadcasting Company. Serija se emitirala na kanalu The WB, a od 1995. godine emitirala se na kanalu Kids' WB. Posljednja epizoda premijerno je prikazana 14. studenog 1998. godine. Animanijaci je druga animirana serija u režiji Amblin Entertainment Stevena Spielberga u suradnji s Warner Bros. Animation. Emitirano je pet sezona, među kojima se prikazao i film Wakko's Wish. Reprize su emitirane na Cartoon Network (1997. – 2001.), Nickelodeon (2001. – 2003.), Nicktoons (2003. – 2005.) i Discovery Family (The Hub Network; premijera filma Wakko's Wish; 2012. – 2014.).
Animanijaci su variety show, s kratkim komedijskim prizorima u kojima se pojavljuje velik broj likova. Iako serija nije imala fiksni format, većina se emitiranih epizoda sastojalo od tri kraće epizode, od kojih je svaka imala različitu skupinu likova i scene koje ih povezuju. Serija je karakteristična po glazbenim točkama, satiričnim društvenim komentarima, referencama na pop-kulturu, geslima likova i šaljivim insinuacijama namijenjenim starijoj publici.
U siječnju 2018. godine objavljeno je da će se serija ponovno emitirati u produkciji tvrtki Amblin Entertainment i Warner Bros. Animation. Producent je Steven Spielberg, a pjesme su pisali Randy Rogel i velik broj izvornih posuđivača glasa. Nova serija premijerno je prikazana 20. studenog 2020. na usluzi Hulu, a druga sezona 5. studenog 2021, dok je treća sezona premijerno prikazana 17. veljače 2023. godine.

## Hrvatska sinkronizacija
U Hrvatskoj se emitirala na kanalu HRT2. U sinkronizaciji serije na hrvatski jezik glasove su posudili:
- Mario Mirković kao Yakko
- Željko Šestić kao Wakko
- Jasna Bilušić kao Dot

## Vanjske poveznice
Animaniacs u internetskoj bazi filmova IMDb-a